# Bitwa nad rzeką Salado
Bitwa nad rzeką Salado – starcie zbrojne, które miało miejsce 30 października 1340 r. w trakcie Rekonkwisty na terenie obecnej prowincji Cádiz koło Tarify. Była to jedna z najważniejszych bitew w końcowej fazie Rekonkwisty. W wyniku bitwy połączone siły kastylijskie króla Alfonsa XI oraz portugalskie Alfonsa IV pobiły marokańskich Merynidów pod wodzą Abu l-Hasana i sprzymierzonych z nim Nasrydów Jusufa I.
Po klęsce w bitwie pod Tebą w roku 1330 emir Granady Muhammad IV zwrócił się o pomoc do sułtana Marynidów Abu Hasana. Flota sułtana opuściła w roku 1333 Maroko przybijając do Algeciras. Po 5-miesięcznym oblężeniu Muzułmanie zdobyli w czerwcu 1333 r. Gibraltar. Po tym sukcesie sułtan powrócił do Maroka, gdzie zamierzał zmobilizować wielką armię w celu zdobycia Kastylii i odzyskania terytorialnych zdobyczy wojsk chrześcijańskich w Hiszpanii w poprzednich wiekach. 
W kwietniu 1340 r. Abu l-Hasan pokonał flotę chrześcijańską w bitwie morskiej pod Gibraltarem, po czym zebrał swoje siły w rejonie Algeciras. W sierpniu połączył się z wojskami Jusufa I, przystępując do oblężenia Tarify. 
Do bitwy doszło nad rzeką Salado. Muzułmanie zostali pobici i wycofali się do Algeciras. Wojsko chrześcijańskie zdobyło wrogi obóz, w którym znajdował się skarbiec wojenny Muzułmanów. Wydarzenia 1340 były ostatnią próbą inwazji Muzułmanów na ziemie hiszpańskie. Wojna z Sułtanatem Grenady trwała jeszcze 10 lat, w przeciągu których Alfons XI odzyskał kilka ważnych obszarów. W roku 1344 po trwającym dwa lata oblężeniu zdobyto m.in. Algeciras. 
Postawa króla Alfonsa IV w bitwie przyniosła mu przydomek Dzielnego.